# Cevdet und seine Söhne
Cevdet und seine Söhne (Originaltitel: Cevdet Bey ve Oğulları) ist der Titel des 1974 bis 1978 entstandenen und 1982 publizierten ersten Romans des türkischen Schriftstellers Orhan Pamuk. Auf Deutsch erschien der Roman 2011 in der Übersetzung durch Gerhard Meier im Hanser Verlag.

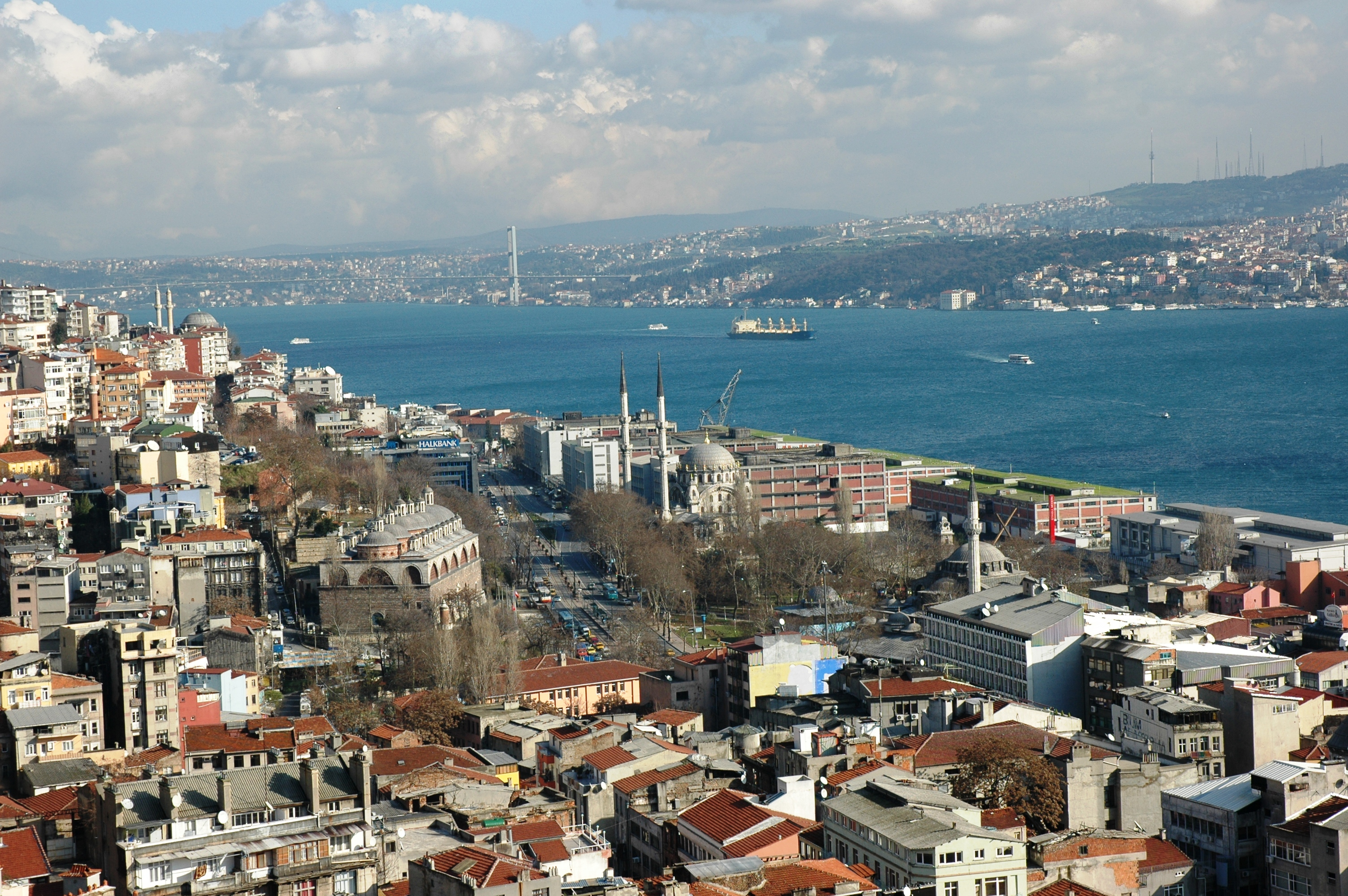
Istanbul mit seinem vom Bosporus getrennten europäischen und asiatischen Teil. Die Stadt ist in Pamuks Roman der Brennpunkt traditioneller und fortschrittlicher Lebensformen.

## Inhalt
Das Werk ist, jeweils getrennt durch Zeitsprünge von 31 Jahren, in drei Teile gegliedert: der erste spielt 1905 und erzählt von einem Tag im Leben des Kaufmanns Cevdet Işıkçı, der zweite setzt den Schwerpunkt auf die Jahre 1936–1939 und behandelt die Reformvorstellungen der nächsten Generation, im Mittelpunkt des dritten Teils (1970) stehen die Enkel.

### Vorgeschichte
Cevdets Kindheit ist gegliedert durch die wechselnden Dienststellen seines Vaters, des Beamten Osman: 1868 wird er in Kula geboren, in Akhisar besucht er die höhere Schule. Mit ca. achtzehn Jahren zieht er mit seiner Familie nach Istanbul, um der an Tuberkulose erkranken Mutter eine bessere Behandlung zu ermöglichen. Deshalb hat der Vater seinen Dienst quittiert und eröffnet im Stadtteil Haseki eine Holzhandlung. Als er eineinhalb Jahren darauf stirbt, muss Cevdet den Betrieb führen, denn sein zwei Jahre älterer Bruder Nusret studiert bereits an der militärischen Medizinhochschule.
Im Alter von 25 ergänzt er den nach Aksaray verlegten Handel um ein Eisenwarengeschäft, mit dem er ein Jahr später nach Sirkeci umzieht. In diesem Jahr stirbt auch seine Mutter. Ein Jahr später kauft Cevdet, nachdem er zehn Jahre in Haseki in der Nachbarschaft von Verwandten gewohnt hat, ein Haus in Vefa, das von seiner Haushälterin Zeliha versorgt wird. Diese mit dem Umzug verbundene Distanzierung von den alten Familienbeziehungen signalisiert seine Aufstiegsmentalität.
Um die Jahrhundertwende beginnt der geschäftliche Erfolg mit dem Einstieg ins Lampengeschäft: Durch Schmiergelder erhält der Protagonist das Privileg, Alleinlieferant der Stadtverwaltung und der Dampfschifffahrtsgesellschaft zu werden. Zum Zeitpunkt des Romanbeginns ist der Kaufmann 37 Jahre alt, hat sich gerade, vermittelt durch seinen Kunden Nedim Paşa, mit der 20 Jahre jüngeren Nigân, einer Tochter von Šükrü Paşa aus der hohen Beamtenschicht, verlobt und bereitet die Hochzeit und den Kauf eines repräsentativen Hauses vor. Die Bezeichnung seiner Firma Cevdet und Söhne Einfuhr – Ausfuhr – Eisenwaren zeigt seine anvisierte Zukunftsperspektive, denn sowohl die Söhne als auch die Exportabteilung sind noch in Planung. In der Verbindung von Geld und Adel sieht er die Basis für seine Familiengründung.
Sein Bruder Nusret arbeitet nach Beendigung der Medizinhochschule zuerst zwei Jahre im Krankenhaus in Haydarpaşa als Assistenzarzt, dann in anderen Kliniken Anatoliens und Palästinas. Ca. 1894 wird er nach Istanbul versetzt, heiratet, verlässt jedoch zwei Jahre später die schwangere Frau, verzichtet im Todesjahr der Mutter auf seine Erbschaft und flieht 1894, nachdem er die politischen Verhältnisse in der Türkei kritisiert hat, nach Paris, wo er mit der Bewegung der Jungtürken in Kontakt kommt. Nach vier Jahren kehrt er nach Istanbul zurück, lässt sich scheiden und geht erneut nach Paris. Zu Beginn der Haupthandlung des Romans lebt der tuberkulosekranke Nusret mit seiner Freundin, einer armenischen Schauspielerin, Mademoiselle Mari Çuhaciyan, zusammen in einer Pension in Beyoğlu. Sein Sohn Ziya wohnt bei Verwandten in Haseki. Cevdet unterstützt beide finanziell.

### Erster Teil
Die Handlung des ersten Tags spielt an einem Tag: Am Montag, dem 24. Juli 1905, begleitet der Leser den Protagonisten auf seinen Wegen durch Istanbul und erlebt aus seiner Perspektive seine geschäftlichen und privaten Aktivitäten. Eingeblendet sind Erinnerungen an die Familiengeschichte und Reflexionen über die gesellschaftliche Situation. Diese Aspekte werden auch in den Gesprächen, z. B. mit Bruder, Freund und Schwiegervater, thematisiert.

#### Muslim und Kaufmann
In einer für drei Monate für die Verlobung und Hochzeit angemieteten standesgemäßen Kutsche lässt er sich zuerst (Kap. 1 Am Morgen) zu seinem Lampen-Geschäft in Sirkeci fahren und bespricht mit dem Buchhalter Sadık und den Verkäufern Organisatorisches. In der Nachbarschaft von zu dieser Zeit vorwiegend jüdischen, griechischen und armenischen Händlern ist Cevdet als Türke eine Ausnahme, und er fühlt sich als kritisch beobachteter, vom europäischen Wirtschaftsdenken beeinflusster Außenseiter (Kap. 2 Muslim und Kaufmann).
Im Vordergrund stehen an diesem Tag die Familienangelegenheiten:

#### Der Jungtürke Nusret
Mari hat ihn gerufen, weil sich der gesundheitliche Zustand seines Bruders verschlechtert hat. Gegen den Widerstand Nusrets holt er einen Arzt zur Behandlung von dessen krampfartigen Hustenanfällen (Kap. 4 Die Apotheke). Der Jungtürke (Kap. 3 Die Jungtürken) beklagt die Strukturen der türkischen Gesellschaft. Als Anhänger der Französischen Revolution ist er ein Kritiker der osmanischen Traditionen und des Absolutismus und hat Gefallen daran, seinen Bruder wegen seiner Schüchternheit und seiner Angepasstheit in Verlegenheit zu bringen und ihm seine Verachtung zu zeigen. Nusret bittet Cevdet, seinen Sohn Ziya zu holen, um ihn ein letztes Mal zu sehen. Dieser holt den neunjährigen Neffen, den er bei Zeynep, einer Verwandten, in Haseki (Kap. 5 Das alte Viertel) untergebracht hat, mit der Kutsche ab und bringt ihn zum Vater. Am Abend, als er noch einmal den Bruder besucht, bittet ihn Nusret, Ziya, das bedeutet Licht, nach seinem Tod in sein Haus aufzunehmen. Er möchte, dass er nicht in religiöser Bevormundung, sondern nach westlichen Vorstellungen der Freiheit und Vernunft erzogen wird (Kap. 10 Der Wunsch des Kranken). Sein Bruder verspricht es. Nusret redet in diesem Zusammenhang über seine Ideen einer Revolution und seine Enttäuschung vom trägen Volk (Kap. 11 Intelligente und Dumme). Auch Cevdet verachtet er als unpolitischen, seelenlosen Krämer, der ein Mädchen der Oberschicht heiratet, aber er bewundert auch, dass er einer der wenigen türkischen Kaufleute mit rationalen erfolgreichen Geschäftsoperationen nach europäischem Vorbild ist.

#### Gespräch mit Freund Fuat über den Sinn des Lebens
Zum Mittagessen (Kap. 6 Das Mittagessen) trifft sich Cevdet mit seinem Freund Fuat Güveniç im Club Serkldoryan. Dies ist eine Gelegenheit für ihn, den Umgang mit den Istanbuler Reichen und Privilegierten zu pflegen. Fuat stammt aus einer zum Islam übergetretenen jüdischen Kaufmannsfamilie, er sympathisiert mit den Jungtürken, plädiert vor dem politisch desinteressierten und wenig informierten Cevdet für die Wiederherstellung der Verfassung, für mehr Freiheiten, das Ende des Absolutismus und, wenn nötig, den Sturz des Sultans Abdülhamid II. Der vorsichtige Freund dagegen will sich als Kaufmann nicht in die Auseinandersetzungen einmischen. Fuat rät ihm, in dieser Situation des Wandels mit der Verbindung zu einer Familie aus dem Umkreis des Herrschers zu warten: „Was bedeutet überhaupt leben? Etwas sehen, fühlen … Das Leben ist bunt!“. Sein Schwiegervater sei in finanziellen Schwierigkeiten, habe Ländereien verkaufen müssen, profitiere von der Heirat mehr als Cevdet. Das sieht dieser nicht so, er suche kein reiches, sondern ein guterzogenes Mädchen aus angesehener Familie. Er ist mit seinem Leben zufrieden und versucht eine Definition, »Leben bedeute[] … eine glückliche Existenz!«, die er aber, offenbar wegen der Unbestimmbarkeit des Begriffs „Glück“, wieder zurücknimmt. Denn er „will [sich] nicht über das Leben den Kopf zerbrechen, sondern über [seine] Geschäfte“.

#### Audienz beim Schwiegervater
Šükrü Paşa hat den Schwiegersohn in seinen Konak nach Nişantaşı bestellt, um mit ihm zu plaudern und seine Zukunftspläne zu erfahren (Kap. 7 Im Paşa-Konak). Er erzählt von seinem Ministeramt, das er durch die Unterstützung Rüştü Paşas erhielt und das ihm vom Großwesir wegen einer unvorsichtigen Äußerung nach dem Überfall Ali Suavis auf den Sultanspalast vor 27 Jahren wieder entzogen wurde. Danach war er Gouverneur in Erzurum und Konya sowie Gesandter in Paris Er plaudert über seine Familie, seinen Sohn und die personellen Vernetzungen in der Politik. Er ahnt, dass seine Zeit vorbei ist, das Jungvolk sei aufrührerisch, auch sieht er die wirtschaftliche Stagnation im Vergleich zur Entwicklung in Europa.
Nigân hat der Bräutigam bisher zweimal kurz gesehen, u. a. „bei dem Kasperletheater, das sich Verlobung [nennt].“ Sie wird von ihrem Vater im Vergleich zu ihren Schwestern, der netten Türkân und der unterhaltsamen Šükran, als nicht gerade die allerhübscheste, aber wohlerzogen, vornehm unauffällig, nicht anspruchslos, aber auch nicht gierig, intelligent, etwas gebildet, am europäischen Lebensstil wie Cevdet nicht uninteressiert und vernünftig charakterisiert (Kap. 8 Über Zeit, Familie und Leben). Der Kaufmann darf durch das Fenster seine Braut beim Einsteigen in die Kutsche beobachten. Doch als sie und ihre Schwestern vor dem gerade zu Besuch kommenden Freund der Familie Seyfi Paşa knicksen und ihm die Hand küssen, befremdet ihn das: „Das hätte nicht so sein sollen. Irgend etwas ist hässlich daran. Ich bin besser als die!“ Er wird nachdenklich: „Was ist das für ein Wesen? Mit dem Ding da vorn […] würde er sein ganzes Leben verbringen.“ Er möchte die Paşa-Tochter, lehnt aber die elitären Zeremonien dieser Familien ab. Diese Gefühle verstärken sich bei der folgenden Unterhaltung mit dem Gast, einem ehemaligen Gesandten in London: „Ja, ich bin besser als die da. Ich bin fortschrittlicher, anständiger! […] Ich muß hier sofort weg!“ Er geht, ohne Šükrü Paşa, wie es eigentlich angemessen gewesen wäre, die Hand zu küssen.

#### Neues Lebensgefühl
Bei der folgenden erneuten Besichtigung seines künftigen Familiensitzes (Kap. 9 Ein Steinhaus in Nişantaşı) hat er seine Pläne wieder geordnet und er ahnt, dass Nigân die richtige Frau für ihn ist und dass er sie lieben würde, und er weiß, „dass das lebhafte Ding, das er vorhin gesehen hat[], von seiner Familie – und mochte diese ihm noch so seltsam, altmodisch und fern erscheinen – dazu erzogen worden war, ihren Ehemann zu lieben.“ Diese Überlegung beendet er mit der Aussage: „Ich lebe!“ Er schaut sich noch einmal, vom Gärtner und dessen Sohn Aziz geführt, das bereits teilweise geräumte Haus und den vom leichten kühlen Abendwind durchwehten gepflegten Garten mit Kastanien und Linden an, die nach dem Tod des Besitzers von dessen Witwe zum Verkauf angeboten werden. Er beschließt: „Hier werde ich leben!“
Auf der Rückfahrt nach Vefa (Kap. 12 Nacht und Leben) lässt er „[l]ächelnd […] den ganzen Tag Revue passieren.“ Er fühlt in der alten brüderlichen Rivalität – „Er stirbt und ich lebe!“ – weder ein Schuldgefühl noch eine Befriedigung. „Fröhlich sein, lachen, essen, trinken…Von jetzt an werde ich auch so leben. Aber ich darf das Geschäft nicht vernachlässigen. […] Eigentlich bräuchte ich zwei Leben, dann würde ich eines im Geschäft und eines zu Hause verbringen. […] Worte, nicht als Worte…[…] Worte fliegen, Vorhänge fliegen. Ich lebe.“

### Zweiter Teil

#### Cevdets Familie
Die Haupthandlung des zweiten Teils spielt von Februar 1936 bis Dezember 1939. In den seit dem ersten Teil vergangenen 31 Jahren haben sich, wie die eingeblendeten Erinnerungen der Protagonisten zeigen, Cevdets Lebensvorstellungen verwirklicht: Er, der sich nach Einführung der Familiennamen 1934 Işıkçı (d. h. Beleuchter) nennt, ist nun der Patriarch, dessen Kinder Osman (geb. 1906), Refik (geb. ~1910) und Ayşe (geb. 1920) ihm traditionell die Hand küssen („Da wollte ich eine europäische Familie gründen, und doch ist alles türkisch geworden!“) Der Kaufmann und seine Frau waren nur einmal, im zweiten Jahr ihrer Ehe, eine Zeitlang in Europa, in Berlin. Ihr Drei-Generationen-Haushalt ist durch Nigâns Führung, auch nach dem Tod ihres Mannes, mit Hilfe des Dienstpersonals, z. B. des Kochs Nuri, entsprechend ihrer Sozialisation organisiert: Die in der Firma arbeitenden Söhne und deren Frauen Nermin und Perihan sowie Ömers und Nermins Kinder, die achtjährige Lâle und der sechsjährige Cemil, und das 1937 geborene Baby der 22-jährigen Perihan, Melek, sind integriert in das Gemeinschaftssystem, das mit den erfolgreichen Geschäften finanziert wird. Die Frauen unternehmen zusammen Stadtbummel (Kap 8 Die Frauen in Beyoğlu), erziehen die Kinder und empfangen im Garten Freundinnen. Die langen Sommerferien verbringt die Großfamilie regelmäßig auf der Insel Heybeliada (Kap. 36 Auf nach Heybeliada).
Die aufstrebende Firma kann mit dem im Ersten Weltkrieg durch Zuckerhandel verdienten Geld erweitert werden: So eröffnen Cevdet und der nach dem Regimewechsel 1908 aus Saloniki zurückgekehrte Freund Fuat eine Import-Export-Firma. Am Ende des zweiten Teils, im Dezember 1939, wird diese Kooperation durch die Verlobung der 19-jährigen Ayşe mit Fuat und Leylas Sohn Remzi (Kap. 61 Spektakel) konsolidiert. Die von den Familien durch einen verordneten Ferienaufenthalt der beiden Jugendlichen im Sommer 1938 bei Tante Taciser in der Schweiz (Kap. 32 Kaufmannssorgen, Kap.) eingefädelte Beziehung passt gut ins Konzept.
Diese Erfolge spiegeln sich auch in den Immobilienerweiterungen: Der Nachbargarten wird dazugekauft. Für Osmans Heirat stockt man das Haus am Nişantaşıplatz auf. Im Frühjahr 1936 ist die Renovierung eines Sommerhauses auf Heybeliada abgeschlossen.
Die bis zu Beginn des zweiten Teils recht spannungsfreie familiäre Situation (Kap. 2 Das Feiertagsessen) verändert sich im Laufe der 30er Jahre. Cevdet ist oft müde, wird vergesslich, geht immer weniger ins Büro und überlässt die Geschäfte den Söhnen. Sein Neffe Ziya, den er nach dem Tod seines Bruders 1905 aufgenommen und dann zur Armee geschickt hat, taucht 42-jährig als »Das Gespenst« wieder auf, macht dem Onkel Vorwürfe, dieser habe im Krieg Zucker für Wucherpreise verkauft und sich so bereichert, fühlt sich vernachlässigt und fordert Geld für eine neue Existenzgründung als Kaufmann und das Zusammenleben mit einer neuen Frau (Kap. 12 Onkel und Neffe). Osman erbt nach dem Tod seines Vaters diesen Konflikt und geht nicht auf die Vorstellungen seines Cousins ein. Als Refik bei seinem Ankara-Aufenthalt zufällig Ziya am Nationalfeiertag bei der Truppenparade im Stadion begegnet, trifft er auf einen selbstbewussten Soldaten im Rang eines Obersts, der davon überzeugt ist, dass es ohne die Armee in der Türkei keine Reformen gibt.
Nach Cevdets Tod am 19. Mai 1937 (Kap. 17 Ein halbes Jahrhundert Kaufmannsleben, Kap. 18 Die Beerdigung) übernimmt Osman auch offiziell die Geschäftsleitung, die er de facto bereits in der letzten Lebensphase seines Vaters innehatte, und verstärkt die Handelsbeziehungen. Die Ehe mit Nermin ist nur noch formaler Art. Er hat eine Geliebte, Keriman, die er zweimal pro Woche in der für sie eingerichteten Wohnung besucht, obwohl er seiner Frau versprochen hat, die Affäre zu beenden (Kap. 32 Kaufmannssorgen). Die emanzipierte Nermin rächt sich mit einem Liebhaber, und es macht ihr nichts aus, dass sie mit diesem beim Stadtbummel von Perihan gesehen wird.

#### Die unzufriedenen Söhne
Im Zentrum des zweiten Teils stehen die Entwicklungsgeschichten Refiks und seiner Freunde Ömer und Muhittin Nişanci. An ihren Identitätskrisen wird der Bruch zur angepassten Vätergeneration, repräsentiert durch Cevdets Geschäftssinn und sein unpolitisches, familienbezogenes bürgerliches Leben, deutlich. Sie haben sich als Ingenieurstudenten vorgenommen, aus ihrem Leben etwas Besonderes zu machen und kein normales Familien- und Gesellschaftsleben zu führen. Im Laufe der Handlung treffen sie sich immer wieder (z. B. Kap. 4 Alte Freunde, Kap 6 Was soll man mit seinem Leben anfangen? Kap. 16 Ehrgeizig und verlobt, Kap. 56 Das Verhör, Kap. 57 Die Quallen), diskutieren über den Sinn des Lebens, ihre persönlichen Ziele sowie deren Realisierungen und ziehen in gegenseitiger Kritik Bilanz.

##### Refik – Der Dorfreformer
Refik weicht als erster vom revolutionären Konzept ab. Er arbeitet in der Firma Cevdets, heiratet die Arzttochter Perihan, wohnt mit Eltern und Geschwistern im Familienhaus. Er sucht wie sein Vater das kleine Glück des Alltags, kann es aber, wenn er und Perihan sich abends ihre Tagesabläufe (Kap. 9 Ein Tag geht zu Ende) als „brave[], biedere[] Bürger“ erzählen, nicht immer finden.
Am 29. Mai 1937 wird ihre Tochter Melek (d. i. Engel) geboren und Refiks Persönlichkeitskrise verstärkt sich in den folgenden Wochen (Kap. 19 Die Hitze und das Baby). Perihan bemerkt, dass ihr Mann „aus dem Gleichgewicht“ ist. Er gesteht ihr, er komme sich einsam und überflüssig vor, will nicht mehr zur Arbeit gehen und „auch etwas anderes im Leben“ erreichen. In dem großen Haus haben er und seine Frau nur ein Zimmer für sich und die Großfamilie lebt so dicht beieinander. Er wünscht sich einen Rückzugsraum, in dem er in Ruhe lesen kann.
Der Kaufmannssohn will nun sein Leben neu ausrichten. Aber er hat keinen Ehrgeiz und keine Idee, wohin er ausbrechen sollte. Er liest Rousseaus Bekenntnisse und führt vom September bis Februar (Kap. 22 Tagebuch I) sowie, nach einer Unterbrechung, im März und April 1938 (Kap. 29 Tagebuch II) als Orientierungshilfe ein Tagebuch. Nach einer Erkältung im Dezember arbeitet er einige Wochen nicht mehr im Büro, sondern liest zu Hause Bücher über Wirtschaft und Philosophie, doch an seiner Befindlichkeit ändert das nichts.
So reist er auf der Suche, seinem Leben einen Sinn zu verleihen und es einer Sache zu widmen, zu Ömer nach Kemah (Kap. 24 Der Sturm), wo dieser den Tunnelbau für eine Eisenbahnlinie organisiert. Er will in Zukunft sein Leben selbst bestimmen. Hier lernt er den deutschen Ingenieur Von Rudolph kennen, der die soziale Hierarchie in der Türkei bemängelt und Refik ermuntert, an den Ideen der europäischen Aufklärung festzuhalten. Durch diese Gespräche und die Erlebnisse auf dem Land findet Refik ein Ziel: Er liest Ökonomiebücher, denkt über die türkische Wirtschaft, über Reformen und Etatismus nach und erarbeitet Vorschläge, um den Dörfern mehr Fortschritt zu bringen.
Nachdem Ömer den Tunnelbau fertiggestellt hat, fährt Refik mit ihm nach Ankara (Kap. 40 Ankara) und sucht mit Hilfe von dessen Schwiegervater, des Abgeordneten Muhtar, Kontakte, um sein Projekt vorzustellen. Diese Bemühungen nehmen jedoch für den Reformer einen enttäuschenden Verlauf:
- Dem Landwirtschaftsminister, einem Vertrauten des Ministerpräsidenten Celâl Bayar, schlägt Refik vor, dass seine Thesen veröffentlicht und diskutiert werden. Der Minister unterstützt zwar die Publikation seines Buches, ist aber seinen Ideen gegenüber zurückhaltend, denn der Staatspräsident Atatürk ist krank und man wartet die Entwicklung ab, sein Tod könnte ja das Ende der Reformbewegung sein.

- Mit Muhtar erörtert er die Chancen von Reformen (Kap. 43 Der Staat). Nach dessen Meinung geht es nicht ohne staatlichen Zwang, da die Dorfbevölkerung den alten Strukturen verhaftet und an Änderungen desinteressiert sei. Refik dagegen möchte keinen erzwungenen Fortschritt. Er hofft auf die Kraft der Aufklärung des Volkes, indem man den Einfluss der Religion auf die politischen Entscheidungen kontrolliert. Das Volk solle erzogen werden, vernünftige Leute zu wählen, die selbst gebildet und an der Entwicklung des ganzen Landes interessiert sein müssten.

- Enttäuscht ist Refik auch vom Besuch bei dem Schriftsteller Süleyman Ayçelik (Kap 45 Beim Reformschriftsteller). Dieser lehnt sein Projekt ab, da es seinen eigenen Vorstellungen entgegengesetzt sei. Er will nämlich mit den knappen Staatsgeldern nicht die Bauern fördern, sondern im Gegensatz durch die Erlöse der Landwirtschaft eine Staatsindustrie aufbauen. Er drängt Refik dazu, sich von seinen unrealistischen Ideen zu lösen, und bietet ihm eine Anstellung im Industrieförderungsausschuss des Wirtschaftsministeriums an. Doch der lehnt ab, denn er will für das Land das Beste, nicht für den Staat, während Ayçelik in einem starken Staat die Voraussetzung für alle Reformen sieht. Auch in dieser Diskussion wird sich Refik, wie ihm Von Rudoph prophezeit hat, seines Fremdseins bewusst, und das Gefühl der Isolation verstärkt sich durch das mangelnde öffentliche Interesse an seinem Buch.

Desillusioniert kehrt Refik nach Istanbul zu seiner Familie zurück (Kap. 52 Immer noch auf der Suche). Im Gespräch mit seiner Frau verspricht er, ihr Leben und seine Arbeit nun in geordnete Bahnen zu lenken Um der Enge der familiären Bindungen zu entkommen und mehr gemeinsame Zeit zu haben, mieten sie ab Oktober eine eigene Wohnung in Cihangir und nehmen wieder am für Perihan so wichtigen gesellschaftlichen Leben teil. Aber das ist nur eine vorübergehende Lösung (Kap. 60 Tagebuch III). Ein kurzer Aufenthalt auf Ömers Landgut macht Refik die unterschiedlichen Bedürfnisse der Ehepartner wieder deutlich: In der Stille der Natur fühlt sich Perihan nicht wohl und ist froh, bald wieder in Istanbul zu sein. Die traditionellen gesellschaftlichen Zeremonien empfindet Refik dagegen als nicht mehr zeitgemäß, z. B. das Beschneidungsfest seines Neffen Cemil (Kap. 55 Die Beschneidung) im Juli 1939 im Ferienhaus auf Heybeliada. Er führt eine Art Doppelleben: Tagsüber arbeitet er im Geschäft, abends kümmert er sich um die schwangere Perihan und seine Tochter, am Wochenende sucht er in Büchern, wie dem Hyperion von Hölderlin, nach dem Sinn des Lebens. Refik sucht ein neues Ziel. Er will nicht mehr in die Firma gehen, sondern einen Verlag gründen, um gute europäische Bücher (wie Robinson Crusoe) herauszugeben. Auf der Verlobungsfeier nehmen seine Schwester und Freunde seine Traurigkeit wahr und Sait Nedim rät ihm, Kompromisse einzugehen, sonst würde er unglücklich (Kap. 62 Alles gut).
Im dritten Teil erfährt man von seinem Sohn Ahmet, dass er diesen Rat nicht befolgt. Er scheidet aus der Firma aus und verlegt anspruchsvolle aufklärerische Literatur, geht aber wegen geringer Nachfrage in Konkurs. Nach der Trennung von Perihan lebt er in der Wohnung seiner altern Mutter und liest Bücher.

##### Ömer – Der Eroberer
Wie Refik kann Ömer keine dauerhaften Kompromisse schließen. Nach seinem Diplom in Istanbul studiert er vier Jahre lang Ingenieurwesen in England. Zu Beginn des zweiten Teils kehrt er zu Onkel Cüneyt und Tante Macide nach Karaköy zurück (Kap.1 Ein junger Eroberer in Istanbul). Er vergleicht sich mit der mitreisenden Familie des Kaufmanns Sait und formuliert für sich sein Programm: „Ich werde es anders machen! Ich muss über all das hinauskommen! Weiter als die da! Ich muss erst einmal alles erschüttern, kurz und klein schlagen!“ Er ist ehrgeizig, „will alles erobern, was sich bietet, das ganze Leben!“ […] schöne Frauen, Geld, Ruhm. Saits Frau Atiye nennt ihn den modernen Rastignac, nach dem Helden in Balzacs Roman Vater Goriot.
Ömer will seine Kenntnisse als Ingenieur bei der Erschließung der Türkei durch die Eisenbahn nutzen und sich finanziell am Tunnelbau zwischen Kemah und Erzincan beteiligen. Dazu braucht er Geld für die Vorfinanzierung und muss deshalb Immobilien verkaufen und darüber mit seiner Tante Cemile verhandeln. In ihrer Wohnung in Ayazpaşa (Kap. 5 Noch ein Heim) lernt er ihren verwitweten Bruder Muhtar Laçin, Abgeordneter von Manisa, und dessen Tochter, die Literaturstudentin Nazlı, kennen, mit der er über die Schranken der Emanzipation der Frauen spricht und deren Ansicht, „[m]an [könne] diese Grenze ja auch sprengen“, ihm gefällt. In einem der Briefe, die er ihr aus der Osttürkei schreibt (Kap 7 Vor dem Aufbruch), macht er ihr einen Heiratsantrag (Kap. 10 Ein Brief aus dem Osten), dem sie nach kurzer Bestandsaufnahme zustimmt, da ihre modernen Eltern gegen arrangierte Ehen sind und sie sich deshalb allein entscheiden muss: „Ich möchte kluge, glückliche Leute um mich herum haben! Und er ist so jemand. Deshalb glaube ich, dass er mir das Leben bieten kann, wie ich es mir wünsche.“ Trotz ihrer Zustimmung hält Ömers Onkel Cüneyt offiziell noch einmal bei Muhtar in dessen Wohnung im Ankaraer Stadtteil Yenişehir um Nazlıs Hand an (Kap. 13 Um die Hand anhalten). Der Bräutigam wird sich bei dieser Zeremonie seiner gesellschaftlichen Zukunft bewusst und fühlt sich in der Situation unwohl. Nazlı entgeht diese Stimmung nicht und sie ist zunehmend über seine Unzufriedenheit mit dem bürgerlichen Leben und seine Unentschlossenheit, zu heiraten, beunruhigt (Kap. 41 Eine Tochter der Republik). Nach Abschluss seines Projektes spricht sie ihn bei seinem Aufenthalt in Ankara mehrmals darauf an, er jedoch versucht ihre richtigen Wahrnehmungen zu relativieren und beteuert, sie zu lieben (Kap 42 Im Haus des Abgeordneten, Kap. 47 Überdruss, Kap. 49 Familie, Moral etc.).
Die ihn abschreckenden Folgen des unbändigen Ehrgeizes sieht er allerdings bei einem Fest der am Eisenbahnbau reich gewordenen Bauunternehmer und Ingenieure (Kap. 34 Das Festbankett). Im Kreis der Erfolgreichen mit ihrer Herren- und Sklavenmentalität fühlt er sich deplatziert. Um in dieser Gesellschaft anerkannt zu werden, müsste er immer neue Projekte durchführen, um noch reicher zu werden. Und dabei wären seine Grübeleien ein Hindernis: „Denken! Moral! Wozu soll das gut sein?“ Der Streit mit den angetrunkenen jungen Ingenieuren Salih und Enver, die er mitbeteiligt hat und die ihm vorwerfen, sie ausgenutzt zu haben (Kap. 38 Der letzte Abend), beleuchtet diesen Konflikt zwischen Profit und Moral.
Die Unentschlossenheit in der Weiterführung seines Karriereplans setzt sich nach dem Abschluss seines Projekts in Ankara fort (Kap. 47 Überdruss). Er wohnt in einem Hotel und überlegt, wie er seinen Tag verbringen soll. Seine Besuche bei Nazlı und ihrem mit ihm unzufriedenen Vater sind durch häufige Streitereien wegen der Hochzeitsvorbereitungen belastet. Sie merkt, dass ihre Beziehung für ihn immer mehr zu einem Problem wird, fragt, was aus ihnen werden solle, denn sie spüre, dass er sie verachtet, weil sie ein bürgerliches Leben und kein Erobererleben führen will, und kritisiert seinen Egoismus (Kap. 49 Familie, Moral etc.). Den Hochzeitstermin im April verschiebt er bei einem erneuten Aufenthalt in Kemah (Kap. 51 Die Reise) auf den nächsten Herbst, angeblich weil es Schwierigkeiten gibt, die Baufahrzeuge und Maschinen zu verkaufen.
Er wohnt im alten Herrenhaus bei Hacıs Familie in Alp (Kap. 54 Zeit und echter Mensch). Das Landleben gefällt ihm, er kauft das Gut und ist somit Großgrundbesitzer. Hier hofft er, die Kriecherei und Heuchelei der Städter zu vergessen und zu sich selbst zu finden. Von Nazlı trennt er sich. Im dritten Teil, der im Jahr 1970 spielt, erzählt Refiks Sohn, dass Ömer in Kemah lebt und verheiratet ist.

##### Muhittin – Der Dichter
In seiner ablehnenden Bewertung der familiären und gesellschaftlichen Zwänge will sich Muhittin wie Ömer von den anderen Menschen abheben und seine Intelligenz demonstrieren. Er fühlt sich berufen, dies auf dem Gebiet der Poesie zu demonstrieren. Seinen Gedichtband »Zeitlos. Regen« hat bisher keine Zeitschrift rezensiert, und wenn er in den drei Jahren bis zu seinem 30. Lebensjahr kein guter Dichter geworden ist, denkt er daran, sich umzubringen.
Seine Vorstellungen trägt er zu Beginn des Jahres 1937 in einem Kaffeehaus an der Anlegestelle von Beşiktaş Refik und Perihan vor (Kap. 11 Ein Sonntag in Beşiktaş). Sie plaudern, u. a. über Ömers Heirat, und er sieht das Dichtertum als unvereinbar mit der Familie an. Entsprechend denkt Muhittin, als Muhtar (Kap. 15 Der Dichteringenieur bei der Verlobung) den Verlobten die Ringe ansteckt: „Nein, ich kann nicht so sein wie sie!“
Er ist lieber einer der Außenseiter, die einen Hass in sich tragen. Er wohnt bei seiner Mutter in Beşiktaş, hat nur regelmäßige Frauenbeziehungen zu Prostituierten, arbeitet als Ingenieur, schreibt sonntags seine Gedichte und trifft sich oft mit zwei literaturinteressierten Kadetten aus der Militärschule in Yıldız, um mit ihnen beispielsweise über die Dichter Tevfik Fikret und Yahya Kemal zu sprechen (Kap. 21 Ein Kneipe in Beşiktaş).
Ende Mai 1938 nimmt das Leben des enttäuschten Dichters eine Wendung (Kap. 31 Ein Erwachen). In einer Kneipe in Beyoğlu trifft er einen Bekannten seines Vaters, den Literaturlehrer Mahir Atayli. Dieser erzählt ihm, er habe seine talentierten, an europäischen Vorbildern wie Baudelaire orientierten, unglücklichen Gedichte gelesen, ihm fehle ein Ideal, sein Bewusstsein als Türke. Muhittin distanziert sich zuerst vom Panturkismus, doch Atayli will ihn zu einem türkischen Nationalbewusstsein bekehren: Die Stimme des Herzens und Gefühls sei wichtiger als der Verstand. Er lädt ihn ein zur Mitarbeit an der Zeitschrift Ötüken. Drei Tage später diskutiert der Dichter mit den Redaktionsmitgliedern über die Auseinandersetzung mit Frankreich wegen Hatay. Er erkennt durchaus, dass ihm neue Feindbilder präsentiert werden: Franzosen, Juden und Freimaurer, Albaner, Tscherkessen, Kurden, Kommunisten erscheinen nach Altaylı als gefährliche Leute, die den Staat infiltrieren. Muhittin kommt das zu vereinfacht vor, aber er will aus den bisherigen Reflexionskreisläufen über seine Rolle als Dichter des Pessimismus heraus und ebenso aus dem einsamen überheblichen Denken. Er hofft, durch ein neues Ziel seine Unzufriedenheit zu beenden und ein erfülltes Leben zu führen, indem er nicht europäischen Vernunftvorstellungen, sondern der Stimme des Herzens folgt und Nationalist wird (Kap. 33 Die Stimme des Herzens). Zwar ist er noch nicht von der Bewegung überzeugt, möchte aber daran glauben und erklärt sich bereit, einen Artikel über Professor Gıyasettin Kağans rassistische Vorstellung, die Schädelform offenbare das Türkentum, zu schreiben (Kap. 46 Unter Nationalisten). Außerdem verfasst er für die Zeitschrift Ötüken politische Lehrgedichte.
Er plant, eine neue pantürkische Zeitung, die ihn von Mahir Altaylı unabhängig machen soll, mit dem Namen Altınışık, goldenes Licht, zu gründen (Kap. 53 Mit den jungen Leuten zusammen) und gerät zwischen die Fronten der verschiedenen Gruppen, als er versucht, Gıyasettin Kağan bei einem Besuch in dessen Haus in Üsküdar zur Mitarbeit zu gewinnen (Kap. 59 Zusammenbruch?). Das Gespräch verläuft ungünstig und er wird verabschiedet. Er entdeckt, dass er von Mahir instrumentalisiert wird und dass dieser sich mit dem Professor trotz ihres Streites über die Abstammungstheorie verständigt hat, und vermutet eine Intrige. In einem Abschiedsbrief an Refik schreibt er, dass er sich töten will. Im dritten Teil erfährt man, dass Muhittin konservativer Abgeordneter geworden ist.

### Dritter Teil

#### Die Enkelgeneration
Der dritte Teil spielt an einem Tag im Dezember 1970. Erzählt wird aus der Perspektive von Cevdets Enkel, dem fast 30-jährigen Ahmet, der im Dachgeschoss des Appartementhauses wohnt, welches Cevdets Familienstammsitz ersetzt hat (Kap. 2 Das Appartementhaus in Nişantaşi).
Cevdets und Nigâns Familie hat sich in den vergangenen 31 Jahren vergrößert. Mit Ausnahme von Ahmet leben alle im bürgerlichen Wohlstand. Im ersten Stock des neuen Hauses wohnt Osmans Sohn Cemil mit seiner Frau Mine und ihren Kindern Cevdet und Kaya. Nach Refiks Auszahlung führt er zusammen mit seinem Vater das Geschäft und übernimmt immer mehr dessen Aufgaben. Seine Schwester Lâle und ihr Mann Necdet kommen im 6. Kapitel zu Besuch (Kap. 6 Das Essen). Ihr Sohn Tamer hat gerade den Wehrdienst beendet, ihre Tochter Füsun studiert in Frankreich Philologie. Trauriger Anlass für die Familienzusammenkunft und das Essen bei Cemil ist der Abschied von Nigân, die am Abend stirbt. Sie leidet seit einiger Zeit an Arteriosklerose, erkennt oft die Personen ihrer Umgebung nicht mehr und wird von einer Krankenschwester gepflegt.

#### Refiks und Perihans Familie
Ahmet ist das Kind, mit dem Perihan am Ende des zweiten Teils schwanger ist. Seine Eltern trennen sich, nachdem Refik seine Firmenanteile verkauft und erfolglos einen Verlag betrieben hat. Als er nach dem finanziellen Ruin wieder einmal betrunken nach Hause kommt und unzufrieden seiner Frau zuruft, dass etwas geschehen müsse, verlässt ihn Perihan. Refik wohnt dann bis zu seinem Tod zehn Jahre in einem Zimmer auf der Etage seiner Mutter und liest Bücher. Während Ahmet mit seinem unangepassten und unglücklichen Vater sympathisiert und wie dieser das kleinbürgerliche Milieu kritisiert, hat seine drei Jahre ältere, mit dem Anwalt Ferit verehelichte Schwester Melek Kontakt zur Mutter, die nach der Scheidung den Anwalt Cenap Sorar geheiratet hat. Beide sind, im Gegensatz zu Vater und Sohn, unpolitisch und eher an gesellschaftlichen Unterhaltungen wie Kino- und Restaurantbesuchen sowie Konversationen mit Freundinnen interessiert (Kap. 3 Die Schwester).

#### Ahmet – Der Maler
Diese Informationen sind eingebaut in die Erzählung vom Tagesablauf des Malers Ahmet. Er lebt, seit er vor vier Jahren von seinem Malereistudium aus Paris zurückgekehrt ist, in der Zweizimmer-Dachwohnung (Kap. 1 Ein Tag beginnt), die er gemeinsam mit seiner Schwester geerbt hat, und wird im Haushalt seiner Großmutter versorgt. Da in dieser Weise Unterkunft und Verpflegung gesichert sind, kann er seine bescheidenen Bedürfnisse durch den gelegentlichen Verkauf eines seiner im realistischen Stil, nach Goyas Vorbild, ausgeführten Bilder sowie Französisch- und Zeichenunterricht finanzieren. An diesem Tag schaut er mehrmals nach seiner kranken Großmutter, trifft dort auf Ömers Familie, die ihn zum Abendessen bei Cemil einlädt, und erhält Besuch von seinem Freund Hasan (Kap 4 Ein Freund) und seiner Freundin İlknur, Doktorandin in Kunstgeschichte.
Hasan ist Mitglied der Arbeiterpartei, während sich Ahmet als unabhängiger Sozialist bezeichnet. Sie diskutieren über Revolution und Kunst, und Hasan kritisiert, mit Ahmets Bildern könne man keine Revolution machen. Er versucht ihn zur Mitarbeit an der Gestaltung ihrer politischen Zeitschrift zu bewegen und Ahmet sagt zu. Dieses Gespräch verunsichert den Maler. Er fragt sich, ob seine Werke nur Nachbildungen europäischer Kunst sind oder etwas Neues aussagen.
Mit İlknur setzt Ahmet in seiner Wohnung diese Überlegungen fort (Kap. 7 Zusammen). Sie wohnt in Teşvikiye bei ihren Eltern, welche eine Beziehung ihrer Tochter zu dem Künstler ablehnen, weshalb Ahmet sie immer vor dem Haus abholt, bzw. sie dorthin zurückbringt (Kap. 5 Das Telefon). Auch İlknur ist noch in der Phase der Orientierung und mit ihren Arbeitsbedingungen an der Universität unzufrieden: Sie hat immer noch keine Assistentenstelle bekommen und denkt daran, eine Dissertation in Österreich zu schreiben.
Anhand von im Zimmer Refiks gefundenen Schriften, seinem Tagebuch und dem publizierten Dorf-Projekt, sowie dem Gedichtband Muhittins versuchen die beiden, sich ein Bild von den Personen und ihren Lebensvorstellungen zu machen (Kap. 8 Das alte Tagebuch). Für sie sind das Zeugnisse einer alten Zeit: Utopien. Ahmet hofft, Anregungen für sein Großvaterporträt zu erhalten, sieht aber nun, dass er anders als Refik vorgehen muss: Sein Weg, das Leben zu fassen, ist der des Künstlers, der die Außenwelt in seinem Zimmer kreativ verarbeitet. Seiner Freundin sind diese Vorstellungen zu egozentrisch, und auch Ahmet ist sich über die Aussagekraft seiner Bilder für die anderen Menschen nicht sicher. İlknur bestätigt seine Zweifel, dass Bilder die von Hasan angesprochene Funktion erfüllen können (Kap. 9 Leben – Kunst). Aber sie verteidigt die Kunst als ein eigenes Medium. „Das offen ausgesprochene Wissen ist ein anderes als das über die Kunst vermittelte.“ Die Kunst müsse ja nicht alles für ihn sein und er solle nicht zu viel an sich selbst denken und ständig an seiner Überzeugung zweifeln. Aber er sieht sich als Schwankender: im Zentrum und ohne Wurzeln (Kap. 10 Ein Lob auf das Dahinfließen der Zeit).

## Analyse

### Die Familiengeschichte im historischen Kontext
Die Romanhandlung ist eingerahmt von zwei politisch unruhigen Zeiten (s. Geschichte der Republik Türkei): der Reformbewegung der Jungtürken in der Endphase des Osmanischen Reiches einerseits (Erster Teil) und der instabilen, unter dem Einfluss des Militärs stehenden, Demokratie der 60er und 70er Jahre mit den wechselnden Mehrheiten andererseits.
Politischer Hintergrund des Romananfangs ist die Entwicklung des Landes zwischen orientalischer Tradition und europäisch orientiertem Fortschritt, wobei die Diskussionen z. B. mit Cevdets Bruder Nusret und seinem Freund Fuat über den Reformbedarf durch das Attentat auf den absolutistisch herrschenden Sultan Abdülhamid im Jahr 1905 ausgelöst werden. Der mit den Jungtürken sympathisierende Fuat kehrt erst 1908 aus Saloniki nach Istanbul zurück, als die Rebellion der Jungtürken den Herrscher zwingt, die Auflösung des Parlaments zurückzunehmen.
Im dritten Teil kündigt sich, wie es der pensionierte 75-jährige Oberst Ziya prophezeit, das Ende der Regierung des Ministerpräsidenten Demirel durch den Druck des Militärs an. Hasans politische Aktivitäten und Muhittins Tätigkeit als konservativer Abgeordneter weisen auf diese Zeit fehlender politischer Stabilität und die Aktionen links- und rechtsextremer Gruppen hin. Auch Ahmets Interesse an den Revolutionären und Reformern in seiner Familie (Nusret, Refik) und seine Bereitschaft, an der Zeitschrift seines Freundes mitzuarbeiten, spiegeln die Atmosphäre des politischen Engagements unter den Studenten.
Im Hauptteil sind die 10-Jahresfeier der Ausrufung der Republik am 29. Oktober 1923 durch Atatürk und der Tod des Staatspräsidenten am 10. November 1938 in die Muhtar-Nazlı-Ömer-Refik-Handlung in Ankara einbezogen. Die Auseinandersetzungen mit Frankreich um Hatay 1936 wird im Zusammenhang mit Muhittins Anschluss an die Bewegung des türkischen Nationalismus thematisiert.

### Literarische Einordnung und Erzählform
Cevdet und seine Söhne ist, ähnlich Pamuks zweitem Werk Das stille Haus, ein Drei-Generationen-Gesellschaftsroman nach dem vom Autor im Nachwort genannten Vorbild von Thomas Manns Buddenbrooks mit Schwerpunkt auf dem bürgerlichen Stammhaus der Familie. Dieses Konzept hat er um den Stadt-Land-Kontrast aus Tolstois Anna Karenina erweitert: St. Petersburg, Moskau, Szenen aus dem Dorf werden zum Muster für Istanbul, Ankara, Kemah.
Im Gegensatz zu den späteren Werken wird die Geschichte des 20. Jhs. chronologisch, abwechselnd aus den Perspektiven der Protagonisten Cevdet, Nigân, Osman, Refik, Perihan, Ömer, Nazlı, Muhtar, Muhittin und Ayşe erzählt, während beispielsweise in den Romanen Das stille Haus und Schnee die Vergangenheit in Rückblicken in eine auf einen geographischen Ort begrenzte neuzeitliche Handlung eingeschoben ist.
Im Erstling gestaltet der Autor zentrale Themen, die in späteren Werken variierend aufgegriffen werden:

### Zwei Leben
Die Suche nach dem Sinn des Lebens, zentrales Thema des Romans Das neue Leben, ist in Pamuks Erstling als Leitlinie vorgegeben: Geschäftlicher Erfolg durch gesellschaftliche Anpassung oder singuläre Erscheinung sind die Pole vieler Diskussionen. Repräsentant der ersten Auffassung ist Cevdet und in Variation sein Sohn Osman. Die Frage, was das Leben sei, stellen sich nach Meinung des Kaufmanns nur „Bücherwürmer und Verirrte“, er dagegen „leb[e] einfach“. Diese Worte könnte man als Prophezeiung für die Identitätskrisen seines Sohnes Refik und seiner Freunde verstehen. Als er deren Gesprächen zuhört, gibt er ihnen den Rat: „[E]ine gute Arbeit und eine gute Frau. […] darauf kommt es an im Leben.“
Dagegen stecken die drei Freunde schon als Studenten ihre Ziele ab: Ehrgeiz, Reichtum, Dichterruhm. Sie wollen nicht so werden wie die anderen. Beispielsweise fürchtet sich Ömer (Kap. 16 Ehrgeizig und verlobt) davor, seinen Ehrgeiz einzubüßen, ein Familienmensch zu werden und sich mit dem täglichen Einerlei zu begnügen. Wie seine beiden Freunde leidet er an der Monotonie der Abläufe, den familiären und gesellschaftlichen Konversationen und festlichen Ritualen und wünscht sich weg aus der „ganzen Heim- und Herd- und Feiertagsatmosphäre“. Auch bei seinem Besuch des zukünftigen Schwiegervaters wird ihm diese Bindung deutlich: Obwohl alle die fortschrittliche Zeit betonen und er sich bereits mit Nazlı geeinigt hat, wird formal an der Verhandlungsrolle der Eltern wie bei arrangierten Heiraten festgehalten: Sein Onkel Cüneyt spricht das Thema Heirat an, betont die Entscheidung der modernen jungen Leute und fragt Muhtar nach seinem Einverständnis. Bei der Verlobungsfeier zu Beginn des Frühlings in Istanbul fürchtet sich Ömer davor, „seinen Ehrgeiz einzubüßen, ein Familienmensch zu werden und sich mit dem täglichen Einerlei zu begnügen.“
Andererseits fühlt er sich auch bei einem Abendessen, zu dem der Abgeordnete und Großgrundbesitzer Kerim Naci am Eisenbahnbau reich gewordene Bauunternehmer und Ingenieure eingeladen hat (Kap. 34 Das Festbankett), in der Gesellschaft der Erfolgreichen nicht wohl, denn er ist anders „als die da. Ich werde auch nie so werden wie sie!“ […] „Herren und Sklaven“. Um anerkannt zu werden, müsste er noch mehr Geld verdienen. Und dazu müsste er die Grübeleien lassen: „Denken! Moral! Wozu soll das gut sein?“ Er selbst ist lange mit sich nicht im Reinen und weiß nicht, ob er neue Projekte beginnen soll, um noch mehr Geld zu verdienen. Schließlich löst er sich aus diesen Zwängen und lebt zurückgezogen als Großgrundbesitzer auf dem Land.
Refik wird erst in der neuen Rolle als Vater sein grundlegendes Problem bewusst: Er weiß nicht, „was [er] anfangen soll mit [s]einem Leben“: „Ich muss meinem Leben einen Sinn geben! […] So kann es einfach nicht weitergehen.“ Er „würde gern intensiv lesen und nachdenken“, aber Großfamilie und Beruf hindern ihn daran. Seinem Freund Muhittin erzählt er (Kap. 21 Ein Kneipe in Beşiktaş) von seiner Unzufriedenheit mit dem bürgerlichen Leben: „Mir ist mein Leben entgleist.“ Für den Dichter sind das, im Vergleich zu seinen eigenen Problemen, Wohlstandssorgen: „Er will ein intensives Leben führen, ohne den Preis dafür zu bezahlen!“ Refik scheitert schließlich sowohl als Dorf-Reformer wie auch als Volkserzieher durch aufklärerische Literatur und zieht sich in seine private Bibliothek zurück.
Muhittin kritisiert entschieden das Doppelleben Refiks und Ömers, aber auch er muss seinen Unterhalt durch die Anstellung als Ingenieur verdienen. Er versucht sich zuerst als Dichter, dann als nationalistischer Schriftsteller zu verwirklichen. Grund seiner Wandlung ist der Wunsch, aus seinen einsamen Grübeleien über seine elitäre Dichterposition herauszukommen. Er möchte seine pessimistische Beurteilung des eigenen Volkes, die beim permanenten Vergleich mit dem europäischen Fortschritt entsteht, durch ein positives Bild ersetzen. Dieses Bewusstsein der Wurzeln und des Wertes der Traditionen bezeichnet er als Stimme des Herzens, das er der Vernunftidee gegenüberstellt. Muhittin geht diesen Weg und wird konservativer Abgeordneter.
Die Freunde entwickeln sich zunehmend in unterschiedliche Richtungen. Ihre letzte Begegnung ist geprägt durch gegenseitige Vorwürfe und Abrechnungen (Kap. 57 Die Quallen) und Muhittin will sich nie wieder mit den beiden treffen. Ömer kritisiert seine pantürkischen Gedichte, der Nationalist wiederum spottet über den ehemaligen Eroberer, der sich aufs Land zurückgezogen hat und Angst hat zu heiraten, weil er dann die Familien nicht mehr verachten könne. Vor allem trennt sie die unterschiedliche Bewertung der Türkei, ihrer Traditionen und kulturellen Eigenständigkeit und damit der Rolle der europäischen Aufklärung.

### Tradition und Fortschritt
Eine Thematik vieler Pamuk-Romane (z. B. Schnee, Das stille Haus, Das neue Leben, Das Museum der Erinnerung) wird in Cevdet und seine Söhne am Beispiel einer Familie vor dem historischen Hintergrund der Entwicklung der Türkei im 20. Jh. entfaltet: Die Spannung zwischen Tradition und europäischen Einflüssen spiegelt sich in vielen Gesprächen. Bei einem Besuch Osmans und Refiks mit ihren Frauen bei Sait Nedim, dem Paşasohn und Kaufmann, spricht dieser über seine jährlichen Europareisen und über die Frage, warum die Türken so anders als die Europäer sind (Kap. 20 Warum sind wir so?).
Der deutsche Ingenieur Von Rudolph vergleicht in Kemah seine Situation mit der Ömers und Refiks und erzählt ihnen von seiner langjährigen Erfahrung (Kap. 28 Zum Zeitvertreib). Er selbst will nicht mehr in das von Hitler beherrschte Deutschland zurückkehren, kann sich aber nach zehn Jahren Ingenieursarbeit in der Türkei ein Sesshaftwerden nicht vorstellen, da seine Seele sich nicht an das Land gewöhnt hat, und wandert deshalb nach Amerika aus. Er zitiert Hölderlin: „Wie ein prächtiger Despot wirft seine Bewohner der orientalische Himmelsstrich mit seiner Macht und seinem Glanze zu Boden, und, ehe der Mensch noch gehen gelernt hat, muss er knien, eh’ er sprechen gelernt hat, muss er beten!“ und erklärt „Wenn erst einmal der Teufel in einen gefahren ist und das Lichtlein des Verstandes angezündet hat, dann kann man machen, was man will, man ist und bleibt ein Fremder hier. […] Die Seele lebt mit der Welt um sich herum in dauerndem Zwist. Entweder man verändert dann die Welt, oder man bleibt darin ein Außenseiter!“ Diese Zwischenstellung trifft im Grunde auch auf die mit sich und der Gesellschaft unzufriedenen Freunde zu.
Vor allem Refik befasst sich immer wieder mit dem Aspekt der Reformbereitschaft seines Landes und den dafür nötigen Voraussetzungen. In Ankara diskutiert er mit Muhtar über die Reformbewegung und den Schlendrian (Kap. 43 Der Staat). Nach Muhtars Meinung geht es nicht ohne Zwang und staatliche Anordnungen. Refik möchte keinen Fortschritt mit der Peitsche, dabei komme nichts Gutes heraus. Aber auch er zweifelt an der Freiwilligkeit und glaubt, ohne Druck werde sich nichts verändern. Doch er plädiert für die Aufklärung: „Wie kann man das Licht der Vernunft bringen, indem man das Volk verprügelt? Wenn wir darauf aus sind, dass in diesem Land die Vernunft einmal taghell leuchtet, dann wollen wir das doch für das Volk, oder?“ Andererseits fürchtet er, dass die Menschen nicht die vernünftigen Leute wählen, die ihnen nützen, sondern die, die ihnen schmeicheln und Versprechungen machen. Um das zu verhindern müssten Regeln aufgestellt werden: Religion dürfe nicht zu politischen Zwecken missbraucht werden. Die Abgeordneten sollten studiert haben. Das Volk müsse erzogen werden, vernünftige Leute zu wählen. Muhtar dagegen ist allein der wirtschaftliche Fortschritt wichtig, nicht der geistige, der seiner Meinung nach von den Menschen abgelehnt wird.
Im dritten Teil entdeckt Ahmet, als er mit seiner Freundin die Schriften seines Vaters durchblättert, dass die Tagebücher in arabischer Schrift von rechts nach links geschrieben sind, aber nach europäischer Manier links anfangen. Dies symbolisiert die Position Refiks.

### Leben – Kunst.
Einen weiteren Schwerpunkt (wie in Schnee, Das stille Haus, Das neue Leben) stellt die Frage nach der Abbildung der Realität in der Kunst und deren Wirkung auf das Publikum dar.
Im dritten Teil diskutiert der Sozialist Hasan mit dem Maler Ahmet über Revolution und Kunst und bemängelt, dessen Bilder hätten keine politische Aussage und würden nicht zu Aktionen aufrufen. Dieses Urteil des Freundes verunsichert den Maler. Er denkt über die Rezeption seiner Bilder nach, auf denen er Personen aus verschiedenen Schichten seiner Gegenwart in der Manier Goyas malt, und reflektiert, ob seine Werke nur Nachbildungen europäischer Kunst oder etwas Neues sind.
Als Ahmet versucht, sich anhand von Refiks Schriften, seinem Tagebuch und dem publizierten Dorf-Projekt sowie dem Gedichtband Muhittins ein Bild von den Personen und ihren Lebensvorstellungen zu machen (Kap. 8 Das alte Tagebuch), ist er über den Inhalt enttäuscht. Er hoffte Anregungen zu erhalten und sieht nun, dass er einen anderen Weg als der Vater gehen muss, „um das Leben zu packen. Und zwar muss [er] phantasieren und spintisieren und durch Arbeit und noch einmal Arbeit [seine] Kunst schaffen“. Um „die tiefste Wahrheit“ zu erfassen, muss er nicht einmal sein Zimmer verlassen. „Und alles, was da draußen ist, das ganze verworren dahinfließende Leben, die Geschichte, die ganze Welt, das alles ist nur für [seine] Bilder da“. Seine Freundin bemerkt dazu, das sei „eine sehr egozentrische Theorie“. Aber auch Ahmet ist sich nicht sicher, ob seine Bilder notwendig sind. Entsprechend charakterisieren sie die ihnen fremd vorkommenden Probleme Refiks und seiner Freunde, aber auch ihre eigenen mit teils ironisch, teils ernsthaft im Dialog vorgetragenen Zitaten aus der russischen Literatur: „Was soll man mit seinem Leben anfangen […] Was ist der Sinn des Lebens? […] Heute fragen die Leute nicht nach dem Sinn des Lebens, sondern nach der Rettung des Vaterlandes.“ İlknur erklärt er seine Zweifel an den Wirkungsmöglichkeiten der Kunst und seine Unzufriedenheit mit den Bildern damit, dass er Hasan seine Hilfe für politische Aktionen angeboten hat, weil er meint, dass seine Bilder diese Funktion nicht erfüllen können (Kap. 9 Leben – Kunst). Denn nach seiner Theorie vermitteln die Bilder Wissen, aber er weiß nicht, ob es das richtige ist, in einer Zeit, in der überall Menschen umgebracht werden. Sie verteidigt die Kunst und rät ihm von seinen Selbstzweifeln und seinen Überreflexionen ab. „Das offen ausgesprochene Wissen ist ein anderes als das über die Kunst vermittelte.“ Die Kunst müsse ja nicht alles für ihn sein und die politische Aktivität ersetzen. Er jedoch sieht sich als Schwankender: im Zentrum und ohne Wurzeln (Kap. 10 Ein Lob auf das Dahinfließen der Zeit).